# Overton (Nebraska)
Overton is een plaats (village) in de Amerikaanse staat Nebraska, en valt bestuurlijk gezien onder Dawson County.

## Demografie
Bij de volkstelling in 2000 werd het aantal inwoners vastgesteld op 646. In 2006 is het aantal inwoners door het United States Census Bureau geschat op 663, een stijging van 17 (2,6%).

## Geografie
Volgens het United States Census Bureau beslaat de plaats een oppervlakte van 1,4 km², geheel bestaande uit land. Overton ligt op ongeveer 715 m boven zeeniveau.

## Plaatsen in de nabije omgeving
De onderstaande figuur toont nabijgelegen plaatsen in een straal van 28 km rond Overton.